# Reuben Gabriel
Reuben Gabriel (Kaduna, 25 settembre 1990) è un calciatore nigeriano, centrocampista dello Shabab Sahel.

## Palmarès

### Nazionale
- Coppa d'Africa: 1

Sudafrica 2013